# Famille von Houwald
La famille von Houwald est une famille noble allemande de Saxe.

## Histoire
L'ancêtre de la famille noble est Christoph Haubal (Haubalt) de Wohlhausen dans le Vogtland, citoyen et drapier à Grimma. Le 28 mai 1630, son fils, le général Christoph von Houwald (de), est reconnu avec le titre de noblesse en Suède avec une noblesse et des armoiries existantes (« Christophorus ab Houwalth naturaliserad svensk adelsman »). En 1655, le général est admis à la magistrature du parlement de l'État du margraviat de Basse-Lusace, ce qui suppose une ascendance de la noblesse allemande remontant au moins à la quatrième génération
Heinrich von Houwald (1807-1884) est admis au comte prussien en 1840. Le titre de comte selon le droit de primogéniture est lié aux biens de la seigneurie de Straupitz (de). Le comte concerné est député de la Chambre des seigneurs de Prusse depuis 1854 (jusqu'à sa dissolution en 1918).

## Armes

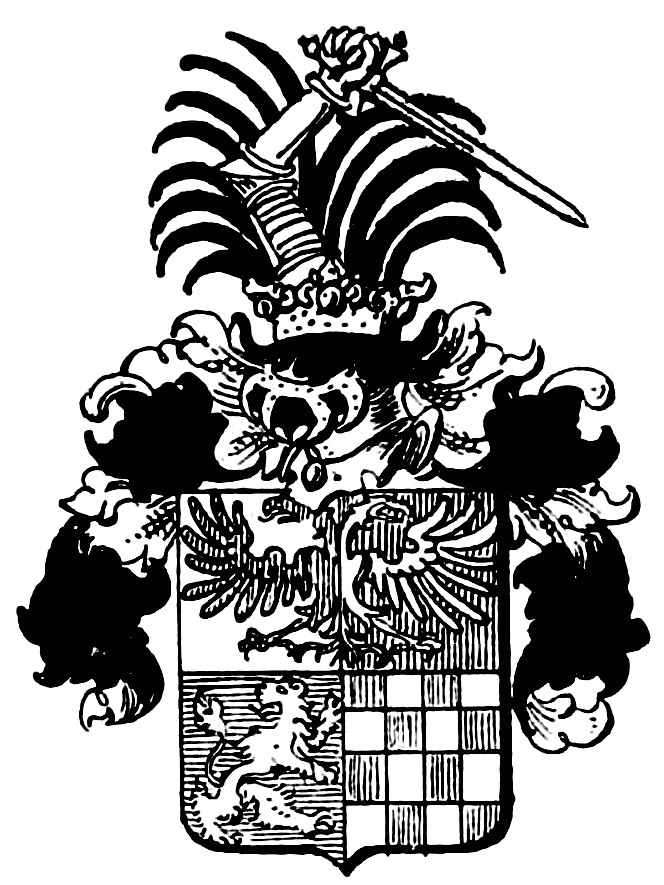
Armoiries ultérieures de la famille von Houwald

Les armoiries de la famille représentent un laurier naturel en argent sur fond vert. Sur le casque recouvert de bleu-argent, un bras d'épée blindé et non ganté dépasse de quatre branches de palmier vertes de chaque côté.

## Filiation

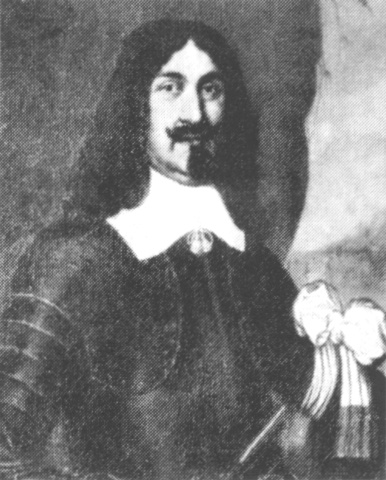
Christoph von Houwald

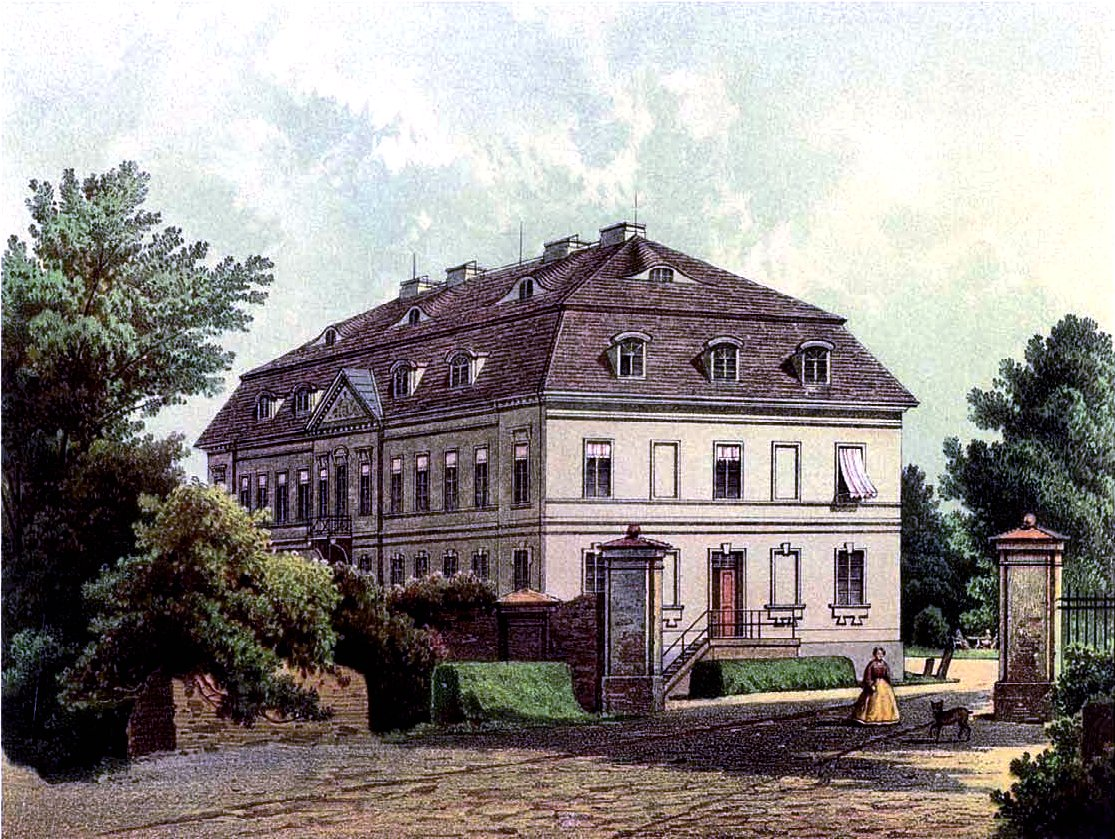
Château de Straupitz vers 1860, collection Alexander Duncker

Christoph Haubal (né vers 1575 à Wohlhausen près de Markneukirchen et mort le 26 septembre 1617 à Grimma) citoyen et drapier à Grimma Christoph (de) (né le 20 décembre 1601 à Grimma et mort le 29 novembre 1661 à Straupitz) général, seigneur du domaine libre de Straupitz (acheté en 1655), seigneur de Maldeuten, Seegerswalde, Zippeln, Zilpemühle, Höfchen Falkenau, Figeiken, Drenken et Poarten Adolf (né le 1er novembre 1643 à Dantzig et mort le 1er juillet 1672 à Königsberg) capitaine de Brandebourg, seigneur de Maldeuten, etc.Heinrich (Henry) (né le 7 décembre 1664 à Genève et mort le 15 décembre 1709 à Maldeuten) seigneur de Maldeuten etc., gouverneur de Preußisch Holland, conseiller de la cour et de la légation prussien, Rittmeister saxon
Christoph Wilibald Heinrich (né le 15 juin 1706 à Preußisch Holland et mort le 3 juin 1741 à Straupitz) seigneur de Maldeuten etc., seigneur libre de Straupitz (depuis 1717), chambellan polono-saxon
Gottlob Karl Wilibald (né le 15 novembre 1739 à Straupitz et mort le 12 décembre 1799 à Straupitz) seigneur libre de Straupitz, seigneur de Kraupe, Radensdorf et Neuhaus, juge de district du margraviat de Basse-Lusace
1. Karl Heinrich Ferdinand (né le 6 avril 1773 à Straupitz et mort le 2 juin 1832 à Straupitz) seigneur de Straupitz etc., juge de Basse-Lusace, chevalier de l'ordre de l'Aigle rouge de 3e classe
  1. Heinrich Wilibald 1er comte von Houwald (de) (né le 17 avril 1807 à Straupitz et mort le 11 avril 1884 à Straupitz) seigneur de Straupitz, député de la Chambre des seigneurs de Prusse, chevalier d'honneur de l'Ordre de Saint-Jean[4]
    1. Heinrich Ernst Wilibald (né le 15 février 1843 à Straupitz et mort le 2 juin 1873 à Meran) seigneur de Sglietz, Leutnant
    2. Ernst Otto 2e comte von Houwald (de) (né le 25 août 1844 à Straupitz et mort le 24 août 1903 à  Coswig) seigneur, 1881–1887 administrateur de l'arrondissement de Lübben (de), lieutenant, député de la Chambre des seigneurs de Prusse, chevalier d'honneur de l'Ordre de Saint-Jean
      1. Christoph-Heinrich Ernst 3e comte von Houwald (né le 26 août 1878 à Leibchel et mort le 14 avril 1942 à Straupitz) seigneur de Straupitz, Rittmeister, député de la Chambre des seigneurs de Prusse[5]

    3. Christoph Otto baron von Houwald (né le 14 janvier 1851 à Straupitz et mort le 9 janvier 1919 à Wiesbaden) seigneur de Leibchel (vendu), chevalier d'honneur de l'Ordre de Saint-Jean
      1. Karl-Heinrich (né le 30 septembre 1886 à Leibchel et mort le 8 mars 1959 à Böbing, Haute-Bavière) agriculteur diplômé, Oberleutnant

  2. Christoph Adolf baron von Houwald (né le 30 juin 1812 à Straupitz et mort le 10 janvier 1887 à Züllichau) directeur de poste, major
  3. Karl Gottlob baron von Houwald (de) (né le 16 juillet 1816 à Straupitz et mort le 9 janvier 1883 à Neuhaus) seigneur de Neuhaus, administrateur de l'arrondissement de Lübben (de), syndic de Basse-Lusace
    1. Heinrich Karl Friedrich Arthur[6] (né le 22 mars 1848 à Neuhaus et mort le 5 décembre 1905 à Lübben) major général
      1. Max Karl Friedrich Wilhelm Heinrich (né le 21 juillet 1878 à Dessau et mort le 21 octobre 1914 près de Lille) capitaine

    2. Christoph Heinrich Friedrich Karl (né le 28 septembre 1853 à Neuhaus et mort le 25 décembre 1916 à Wohlau) major, chevalier de droit de l'Ordre de Saint-Jean
      1. Arthur Georg Max Karl-Friedrich (né le 10 janvier 1891 à Potsdam et mort le 17 juillet 1960 à Siegburg) colonel
        1. Karl-Friedrich Christoph Georg Robert Rudolf Joachim Gustav (né le 15 juin 1920 à Berlin et mort le 26 février 1945 à Brest-Litowsk) général de division

      2. Karl Alexander Ulrich (né le 10 août 1901 à Mayence et mort en février 1972 à Berlin) étudiant en droit.

    3. Georg Karl Wilhelm Ferdinand Leopold (né le 29 septembre 1855 à Neuhaus et mort le 2 janvier 1927 à Stuttgart-Degerloch) colonel, chevalier d'honneur de l'Ordre de Saint-Jean
      1. Erich Georg Friedrich Karl (né le 4 mai 1889 à Ulm et mort le 27 décembre 1985 à Murrhardt, Wurtemberg) président du Sénat
        1. Bernhard (né le 8 août 1919 à Stuttgart et mort le 2 mai 1945 à Trente)
        2. Wolfram (né le 29 avril 1921 à Stuttgart et mort le 6 mars 1943 près de Mareth, Tunisie) Leutnant
        3. Hans-Joachim (né le 29 avril 1921 à Stuttgart et mort le 3 septembre 1943 près d'Orel, Russie) Leutnant

      2. Hans-Joachim Karl Albrecht (né le 30 mai 1893 à Ulm et mort le 10 mai 1915 à Prasnysz) Leutnant
      3. Werner Max-Karl (de) (né le 15 septembre 1901 à Ulm et mort le 14 avril 1974 à Hipfelhof près de Frankenbach, arrondissement de Heilbronn) peintre de paysages, de portraits et de natures mortes
        1. Friedrich Edelbert Gundolf (né le 22 juillet 1938 à Traunstein), vétérinaire praticien
          1. Bernhard Friedrich (né le 24 avril 1975 à Heilbronn)
          2. Carl Friedrich (né le 21 octobre 1980 à Heilbronn)

  4. Otto Ferdinand baron von Houwald (né le 6 janvier 1818 à Straupitz et mort le 31 août 1894 à Berlin) conseiller d'État secret, chevalier de l'ordre de Saint-Jean de Jérusalem
    1. Gustav Otto Johannes (de) (né le 16 mai 1862 à Köslin et mort le 4 octobre 1945 à Potsdam) vice-président du gouvernement à Arnsberg, capitaine
    2. Wilhelm Otto Christoph (né le 9 septembre 1864 à Köslin et mort le 15 septembre 1914 près de Morsain, département de l'Aisne, France) Major, chef de bataillon
      1. Otto-Heinrich Ernst Wilhelm Christoph Haubold 4e comte de Houwald (né le 8 octobre 1898 à Spandau et mort le 26 novembre 1961 à Schildgen près de Bergisch Gladbach) depuis juin 1934 fils adoptif et héritier de son petit-cousin Christoph Heinrich comte de Houwald, colonel de la Luftwaffe
        1. Hubertus Ernst Wilhelm Christoph Heinrich Haubold 5e comte de Houwald (né le 18 juin 1934 à Stettin et mort le 17 novembre 1970 à Essen) fils adoptif de Christoph Heinrich comte de Houwald, garde forestier en chef
          1. Georg Otto-Heinrich Haubold 6e comte de Houwald (né le 14 mars 1966 à Detmold)
          2. Franz baron von Houwald (né le 15 avril 1967 à Clèves et mort le 12 novembre 1970 à Aix-la-Chapelle)

      2. Sigwart Ernst Wilhelm (né le 8 juillet 1907 à Charlottenburg-Westend et mort le 25 février 1979 à Großräschen)

    3. Albrecht Otto Markus[7] (né le 10 juin 1866 à Köslin et mort le 17 janvier 1958 à Neuhaus) conseiller juridique en chef, conseiller de gouvernement, membre de l'Autorité héraldique, généalogiste[8]
      1. Maximilian-Otto Christoph Albrecht Ernst Wolf-Heinrich (né le 10 juin 1911 à Francfort-sur-l'Oder et mort le 24 juillet 1940 à Margate, estuaire de la Tamise) capitaine de la Luftwaffe
      2. Maximilian-Otto Gustav Albrecht Hubert Wilhelm Götz Dieter (de) (né le 13 mai 1913 à Posen et mort le 16 août 2001 à Bonn) ethnologue, assesseur du gouvernement, ambassadeur, historien

  5. Gustav Heinrich baron von Houwald (né le 23 octobre 1819 à Straupitz et mort le 18 janvier 1856 à Potsdam) Rittmeister
  6. Ernst Heinrich baron von Houwald (de) (né le 23 octobre 1819 à Straupitz et mort le 7 février 1891 à Dresde) major général
    1. Karl Gottlob Gustav Ernst (né le 7 juillet 1860 à Potsdam et mort le 9 novembre 1918 à Varsovie) lieutenant-colonel, chevalier d'honneur de l'Ordre de Saint-Jean
      1. Ernst Gottlob Alfred Emil (né le 7 novembre 1895 à Halle-sur-Saale)
      2. Franz-Gottlob (né le 12 juillet 1907 à Posen et mort le 24 avril 1976 à Bad Brückenau) employé au service des impôts, chevalier de droit de l'Ordre de Saint-Jean
        1. Eberhard Karl Willibald (né le 25 novembre 1937 à Königsberg) ingénieur diplômé en électrotechnique
          1. Detlef (né le 7 décembre 1967) diplômé en informatique

      3. Willibald Christoph Ernst (* 21 septembre 1909 à Posen ; † 7 août 1937 près de Lötzen, Prusse-Orientale) sous-officier

    2. Johannes Christoph Adolf Ernst (né le 18 avril 1866 à Potsdam et mort le 8 février 1952 à la ferme Usakos près d'Arusha, Tanganyika, Afrique de l'Est) capitaine, chevalier d'honneur de l'Ordre de Saint-Jean, propriétaire de plantations
      1. Hans-Christoph (Hasso) Ernst Börries Franz Wilhelm Richard Karl Gerhard (né le 16 mai 1895 à Höxter et mort le 24 mars 1976 à Bassum) agriculteur
      2. Hans-Harald Bodo Franz Wilhelm Otto Klemens Ernst Adolf (né le 12 avril 1899 à Recklinghausen et mort le 15 mai 1939 à Rostock) ingénieur, lieutenant
      3. Hans-Eberhard Karl Eric Hoimar Gustav Alexander (né le 5 avril 1900 à Bielefeld et mort le 15 octobre 1978 à Hilwartshausen, Solling) commerçant dans l'import-export, enseigne
        1. Hans-Jürgen Eberhard Börries (né le 11 novembre 1940 à Bärwalde) ajusteur-mécanicien
          1. Hans-Eberhard Carl Eric Hoimar Gustav Alexander (né le 4  août 1968 à Delmas, Transvaal) officier de police
            1. Rone (né le 3 avril 1998 à Pietersburg)

          2. Frederich Hans-Jürgen (né le 28 mai 1971 à Pietersburg) fermier

      4. Hans Bodo Ernst Leo Eric Franz Börries (né le 30 septembre 1904 à Bielefeld et mort le 7 août 1989 à Detmold) agriculteur
        1. Enno Hans Otto Albrecht (né le 26 février 1934 à Usakos et mort le 12 juillet 1958 à Johannesburg, Afrique du Sud) architecte paysagiste
        2. Heiko (né le 10 mai 1935 à la ferme d'Usakos, Tanganyika et mort le 14 novembre 1999 à Ratisbonne) pasteur, chevalier d'honneur de l'Ordre de Saint-Jean
        3. Ingo (né le 4 mai 1936 à la ferme Usakos, Tanganyika et mort le 14 février 1991 à Hambourg) ingénieur en construction navale, conseiller officiel
          1. Christoph Thomas Otto Enno (né le 1er août 1960 à Lübeck) Juge
          2. Joachim Hans-Otto Michael (né le 1er décembre 1961 à Travemünde) agriculteur diplômé, diplômé en gestion d'entreprise, conseiller en systèmes.
            1. Benedikt (né le 17 décembre 1998 à Hambourg)

          3. Börries Hans-Bodo (né le 12 décembre 1962 à Travemünde) maître électricien
          4. Stephan Götz-Dieter Wilhelm (né le 2 novembre 1965 à Travemünde) serrurier, infirmier pour personnes âgées
          5. Johannes Nikolaus Ludwig (né le 31 mars 1970 à Travemünde) commerçant en hôtellerie
          6. Benjamin Harald Mathias Michael (né le 6 novembre 1983 à Hambourg)

        4. Hans-Otto (né le 19 octobre 1937 à Wendlinghausen et mort le 26 novembre 1996 à Gronau an der Leine) technicien du bâtiment, agent d'assurance
          1. Harald (né le 30 juillet 1965 à Lemgo) assistant électrotechnique
            1. Daniel Joachim (né le 26 février 1989 à Tübingen) mécatronicien de deux roues
2. Christoph Ernst (né le 29 novembre 1778 à Straupitz et mort le 28 janvier 1845 à Neuhaus) seigneur de Craupe et Radensdorf (jusqu'en 1815), Sellendorf avec Schöneiche (1806-22) et Neuhaus (1822-45), syndic du margraviat de Basse-Lusace, écrivain dramatique et poèteChristoph Ernst von Houwald (1778–1845)

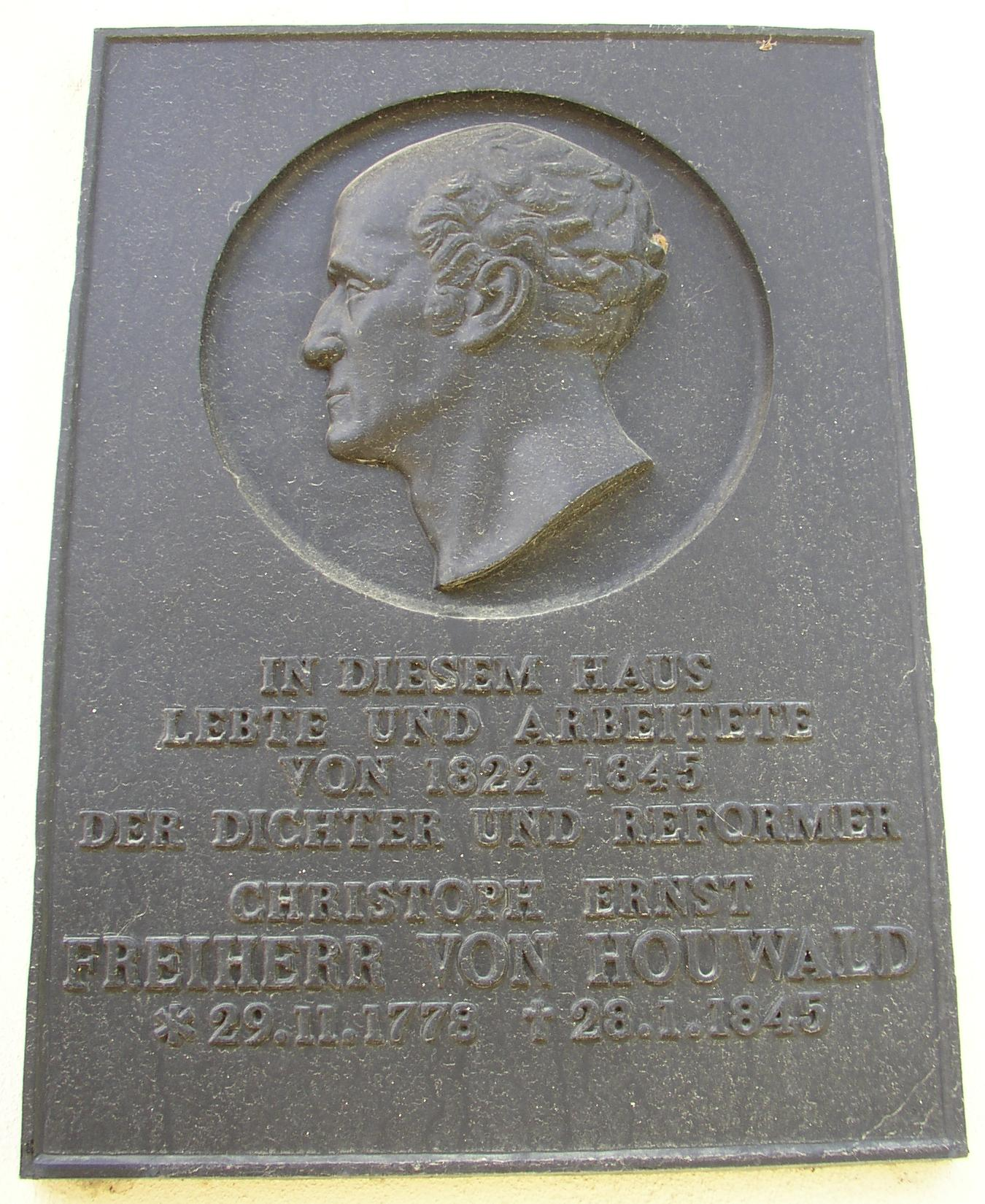
Christoph Ernst von Houwald (1778–1845)

  1. Ernst Heinrich Wilibald (né le 6 août 1822 à Neuhaus et mort le 25 mars 1892 à Francfort-sur-l'Oder) procureur au tribunal de Francfort-sur-l'Oder, député de la Chambre des représentants de Prusse
    1. Christoph Ernst Wilibald (né le 25 décembre 1872 à Landsberg et mort le 1er octobre 1918 près de Liry) major
    2. Heinrich Ernst Albrecht (né le 29 avril 1874 à Francfort-sur-l'Oder et mort en 1928 à Munich) Capitaine
    3. Christoph Heinrich Gottlob (né le 19 février 1879 à Francfort-sur-l'Oder) agriculteur, capitaine
    4. Albrecht Adolf Moritz (né le 13 janvier 1879 à Francfort-sur-l'Oder) chef de banque, fonctionnaire de la Commerz- und Privatbank, directeur de la société allemande Holzvertriebs A.G., représentant du Reich au bureau de commerce extérieur pour le bois brut et les produits de l'industrie de la scierie
3. Christian Gottlob von Houwald (né le 27 juin 1781 à Straupitz et mort le 31 août 1837), seigneur de Bogendorf, syndic de Basse-Lusace (de), plus tard gouverneur de l'arrondissement de Meissen; marié à Straupitz en 1817 avec Marie von Thielau (de)Christian Gottlob von Houwald (1781–1837)

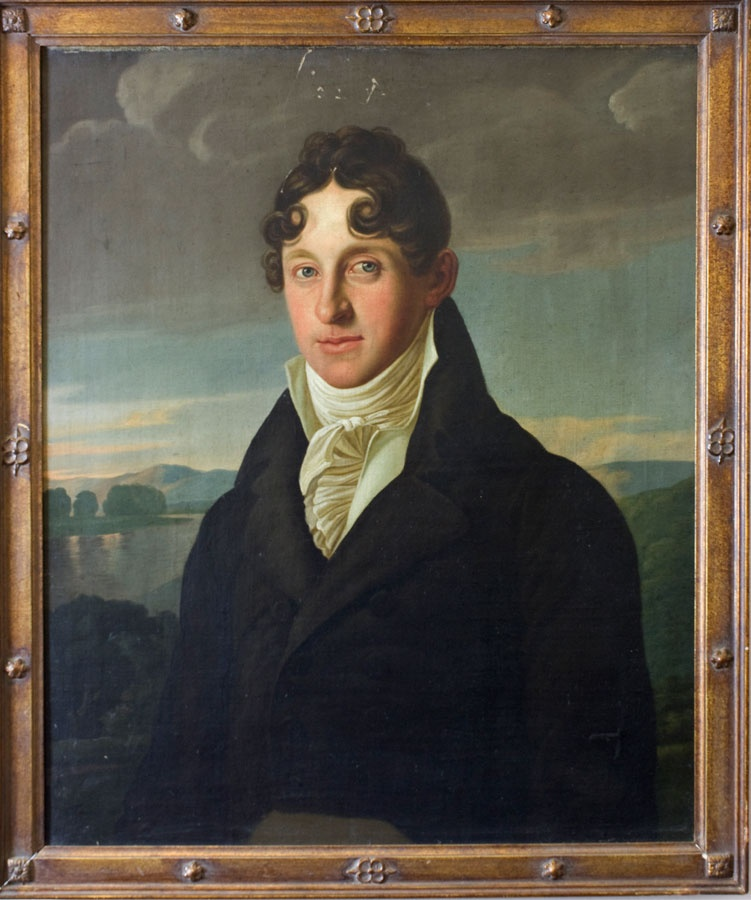
Christian Gottlob von Houwald (1781–1837)

  1. Gottlob (né le 12 mars 1819 à Straupitz et mort le 29 juin 1841 à Berlin) étudiant en droit.
  2. Marie (né le 28 août 1820 à Straupitz et mort le 14 août 1897 à Torbole au lac de Garde), mariée avec Friedrich Constantin von Beust (de)
4. Auguste Helene (née le 27 janvier 1784 à Straupitz et morte le 2 juillet 1836 à Schönfeld, arrondissement de Sorau (de)), mariée à Heinrich Ludwig von Erdmannsdorff (de)
5. Gottlob Heinrich Karl (né le 13 octobre 1791 à Krossen et disparu depuis le 7 septembre 1812 après la bataille de Mozaisk), déclaré mort par le tribunal en 1817 ;  lieutenant électoral saxon dans le régiment de dragons Prince-Albert
6. Auguste Wilhelmine (né le 22 octobre 1792 à Krossen et mort à Alt-Döbern), mariée à Friedrich von Zschertwitz, sur Briesen, arrondissement de Calau (de), lieutenant saxon

Christian Heinrich Adolf (né le 25 décembre 1740 à Straupitz et mort le 9 mars 1807 à Krossen) seigneur de Krossen, arrondissement de Luckau (de)
1. Karoline (née le 30 novembre 1787 à Krossen et mort à Leipzig), mariée à Christian Friedrich von Ampach, à Stechau, chanoine et capitaine de Mersebourg
2. Auguste Charlotte (née le 14 décembre 1788 à Krossen et morte le 19 mars 1792 à Krossen)
3. Karl Adolf Ernst (né le 15 décembre 1789 à Krossen et mort le 3 novembre 1864 à Bitterfeld) seigneur de Krossen (vendu en 1843), lieutenant
  1. Christoph Adolf Ernst (né le 3 mai 1817 à Krossen et mort le 31 janvier 1893 à Berlin)
    1. Ernst Julius Ermut Axel (né le 24 août 1868 à Berlin et mort le 3 décembre 1915 à Charlottenbourg) premier lieutenant, représentant général de l'auteur. Total "Zurich"
    2. Louis Erdmann Curt (né le 13 mars 1870 à Berlin) premier lieutenant, représentant général de l'auteur. Total "Zurich"

  2. Karl Adolf Ernst (né le 6 août 1818 à Krossen et mort en 1858 à Klein Graetz) fonctionnaire de l'administration ferroviaire de l'État
    1. Karl Edwin Robert Gustav (né le 4 février 1855 à Barschau, arrondissement de Lüben) propriétaire d'une imprimerie de livres et de pierres
      1. Georg Wilibald (né le 29 juin 1886 à Poznań)